# Cinaglio
Cinaglio là một đô thị ở tỉnh trong vùng Piedmont, có khoảng cách khoảng 35 km về phía đông nam của Torino và khoảng 11 km về phía tây bắc của Asti. Tại thời điểm ngày 31 tháng 12 năm 2004, đô thị này có dân số 470 người và diện tích là 5,4 km².
Cinaglio giáp các đô thị: Asti, Camerano Casasco, Chiusano d'Asti, Cortandone, Monale, và Settime.